# Handbook of the Mammals of the World
El Handbook of the Mammals of the World (HMW) és un projecte editorial en llengua anglesa i 8 volums de Lynx Edicions, en col·laboració amb Conservation International i la Unió Internacional per a la Conservació de la Natura (UICN), que es publicarà entre 2009 i 2016, i que pretén cobrir 5.000 espècies de mamífers, de manera similar al Handbook of the Birds of the World per a les aus.
El primer volum, amb una introducció als mamífers a càrrec de Don E. Wilson, fou publicat el maig de 2009. Dedicat als carnívors, tracta sobre els felins, cànids, ossos, vivèrrids i mustèlids, entre d'altres, fins a un total de 13 famílies, i n'ofereix dades sobre la taxonomia, distribució, hàbitat, reproducció, comportament i estat de conservació. Cobreix un total de 245 espècies, i inclou més de 400 fotografies en color i 257 mapes de distribució, com també 33 làmines en color realitzades per l'artista català Toni Llobet.
La resta de volums tractaran sobre els mamífers següents:
- Volum 2: Ungulats
- Volum 3: Primats
- Volum 4: Mamífers marins
- Volum 5: Marsupials
- Volum 6: Rosegadors
- Volum 7: Insectívors
- Volum 8: Quiròpters